# T&E虚拟高尔夫
《T&E虚拟高尔夫》是由T&E软件开发和發行（北美地区由任天堂發行）于1995年在Virtual Boy平臺发行的电子游戏。《T&E虚拟高尔夫》采用标准的高尔夫球规则，球场位于虚构的帕皮利恩高尔夫乡村俱乐部，设有18洞以及水池、沙坑、树木、长草等障碍。一如其他Virtual Boy作品，游戏使用3D处理器，显示红黑3D效果画面。其操控和物理模型广受赞扬，而图像处理则褒贬不一。《任天堂力量》将评为《T&E虚拟高尔夫》Virtual Boy年度最佳游戏第三名。

## 游戏玩法

《T&E虚拟高尔夫》游戏画面截图

《T&E虚拟高尔夫》的游戏玩法遵循了传统的高尔夫规则，即玩家使用球杆，以尽可能少的击球次数将球打进位于果岭的球洞，同时避免落到沙坑、水池、树木、长草等障碍物；游戏地点为虚构的18洞帕皮利恩高尔夫乡村俱乐部。游戏有两种模式：“锦标赛模式”，即与47个计算机控制的虚拟玩家对决；“比杆赛模式”，即玩家以刷新个人分数为目标。屏幕左右上角分别显示了风速/风向以及球场俯瞰布局图。在转身之前，玩家可以设定各种挥杆属性，例如速度、方向、站姿、球杆类型、挥杆力度和击球点等，玩家还可以在球场的附近放置一个网格以帮助他们确定射击目标和距离。玩家可以选择五种不同的视角，更改按键设置，或检查上杆球的亮点和失误。

## 开发
《T&E虚拟高尔夫》由T&E Soft为Virtual Boy开发，前身为《VR高尔夫》（VR Golf）。与所有其他Virtual Boy的游戏相同，《T&E虚拟高尔夫》采用红黑画面，并使用视差来模拟3D效果。游戏日本版由T&E Soft于1995年8月11日发行，北美版由任天堂于1995年11月发行。

## 反响
《T&E虚拟高尔夫》的评价褒贬不一。《官方任天堂杂志》、《Edge》、《AllGame》和《任天堂力量》评测时，均提到了T&E Soft开发高尔夫类游戏的经验，后者更称《T&E虚拟高尔夫》为Virtual Boy年度最佳游戏第三名。《任天堂力量》还称《T&E虚拟高尔夫》是当时Virtual Boy上最真实的体育游戏。《Next Generation》的评论表示，在更适合模拟高尔夫球的系统上进行游戏时，《T&E虚拟高尔夫》的体验感出奇地好。然而，《Total!》杂志则认为该游戏非常简单，缺乏内容和特色。
《GamePro》与电子游乐场认为《T&E虚拟高尔夫》很有趣，但对图形处理感到失望；其中，《GamePro》还批评了游戏的音频质量。《Total!》认为一些3D效果可谓游戏机中最糟。《Next Generation》认为，游戏机性能有限，加之未充分利用3D功能，使游戏受到掣肘，难以辨认远距离物体；《AllGame》认为游戏的音频和层次感较差，但对其使用阴影表示称赞。《任天堂杂志》的评论则更为积极，称赞了其透视的使用。